# Прыгова
Прыгова — деревня в Шадринском районе Курганской области. Входит в состав Ильтяковского сельсовета.

## История
До 1917 года в составе Крестовской волости Шадринского уезда Пермской губернии. По данным на 1926 год состояла из 68 хозяйств. В административном отношении входила в состав Кокоринского сельсовета Шадринского района Шадринского округа Уральской области.

## Население
| 1989 | 2002 | 2010 |
| ---- | ---- | ---- |
| 99   | ↘87  | ↘57  |

По данным переписи 1926 года в деревне проживало 333 человек (165 мужчин и 168 женщин), в том числе: русские составляли 100 % населения.
Согласно результатам Всероссийской переписи населения 2002 года, в национальной структуре населения русские составляли 99 %.